# Lepsøya (Bjørnafjorden)
Ne doit pas être confondu avec Lepsøya.
Lepsøya est une île norvégienne dans le comté de Hordaland. Elle fait partie du territoire de l'ancienne commune de Øs, aujourd'hui rattachée à Bjørnafjorden.

## Géographie
Rocheuse et couverte d'arbres, elle s'étend sur environ 1,679 km de longueur pour une largeur approximative de 893 m. Elle comporte le village de Lepsøy.